# ميهاييشت
ميهاييشت (بالرومانية: Mihăești)‏ هي بلدةٌ تقع في مُقاطعة ولچا بإقليم أولتينيا في رومانيا. تتكوَّن من ثلاثة عشر قرية.